# Mysterium
Das Wort Mysterium (von altgriechisch μυστήριον mystérion, ursprünglich für kultische Feiern mit einem geheim bleibenden Kern, volkstümlich auch abgeleitet von myo, ‚den Mund schließen‘) wird gewöhnlich mit ‚Geheimnis‘ übersetzt. Gemeint ist ein Sachverhalt, welcher sich der eindeutigen Aussagbarkeit und Erklärbarkeit prinzipiell entzieht – nicht einfach eine nur schwer mittelbare oder zufällig verschwiegene Information.

## Griechische Antike
Im griechischen Kulturmilieu erhöht die Beanspruchung von noch nicht bekannten Geheimnissen tendenziell das Prestige einer Religion. Zwischen noch verborgenen und bereits geoffenbarten religiösen Sachverhalten zu unterscheiden und bezüglich der einigen bekannten Sachverhalte eine Geheimhaltung (Arkandisziplin) für bestimmte esoterische Lehren zu üben ist nicht nur in griechischen Mysterienkulten verbreitet, sondern auch bei einigen Philosophen, am bekanntesten bei Platon.

## Ägypten
Die altägyptische Religion sieht durch Mysterien das „machtvolle sakrale Wissen gesichert“.

## Iran
Im Zoroastrismus gelten eschatologische Ereignisse sowie der Kampf zwischen Göttern und Dämonen und Wissen über die Möglichkeiten, diese zu besiegen, als Mysterien.

## Judentum
Der griechische Gebrauch von mysterion für geheime Lehren findet auch Eingang in Texte des hellenistischen Judentums. Dass die Wege Gottes menschliches Verstehen übersteigen, wird des Öfteren in alttestamentlichen Texten ausgesagt. Eine spezifische Vorstellung von Geheimnissen, welche das Ende der Tage betreffen und die erst im Traum geoffenbart werden, findet sich im Buch Daniel. Im Buch der Weisheit wird von Gottes Geheimnissen gesprochen; heidnische Geheimkulte werden in polemischer Absicht ebenfalls mit mysterion bezeichnet. Apokalyptische Texte wie der äthiopische Henoch sprechen von Geheimnissen der Endzeit, die geschrieben stehen und Einzelnen eröffnet werden. In Qumrantexten findet sich ein unspezifischerer Wortgebrauch.

## Christentum

### Neues Testament
Im Neuen Testament wird das Wort mysterion praktisch durchweg für sonst nicht zugängliche Offenbarung verwendet, besonders im Zusammenhang der Christologie, bei Paulus und im Epheserbrief vor allem bezogen auf den errettenden Kreuzestod Jesu Christi, daneben auch bezogen auf prophetische Überlieferung. Im synoptischen Corpus erscheint der Begriff nur einmal, mit Bezug auf das Gottesreich, welches Nichtchristen unverständlich bleibe. Jesus selbst benutzte den Begriff nicht. Im 1. Brief an Timotheus wird bereits von einem „Geheimnis des Glaubens“ gesprochen.

### Patristik
Nach der Patristik knüpfen Christliche Theologen aus Alexandrien an die Terminologie der Mysterienreligionen an und bezeichnen auch Inhalte christlichen Glaubens als Mysterien; ansonsten wird vor allem das Christusgeschehen so bezeichnet.
Im vierten nachchristlichen Jahrhundert werden dann auch christliche Riten als Mysterium oder – in lateinischer Entsprechung dazu – als sacramentum bezeichnet. Der lateinische Ausdruck wird zunehmend stärker im Sinne von Zeichen aufgefasst.

### Mittelalter und Neuzeit
Mittelalterliche Theologen entwickeln eine Sakramententheologie, welche die einzelnen Typen sakraler Handlungen wie Taufe oder Eucharistie systematisiert. Im liturgischen Sprachgebrauch bleibt die Wortbedeutung aber weiter gefasst.
Fragen der Erkennbarkeit und Benennbarkeit Gottes werden seit den frühesten Systemversuchen jüdischer (Philo von Alexandrien) und christlicher Theologie (u. a. Klemens von Alexandrien, Drei Kappadokier u. a. m.) diskutiert, parallel auch im Mittelplatonismus, welchem die erstgenannten ebenfalls zugerechnet werden. Die überwiegende Mehrheit nimmt dabei einzelne Glaubenswahrheiten, insbesondere das absolut einfache „Wesen“ Gottes, einer Zugänglichkeit durch eindeutig beherrschbare Terminologie und übliche rationale Methodik aus. Die Zurückweisung positiver Benennungen fasst man unter dem Sammelbegriff Negative Theologie zusammen. Die genaue Abgrenzung zwischen Denk- und Sagbarem und Verschlossenem aber erfolgt unterschiedlich. Der Problemzusammenhang wird verkompliziert durch die Unterscheidung von Möglichkeiten der Vernunft aus ihrer eigenen Natur heraus oder unter Rücksicht auf erfolgte Offenbarung. Thomas von Aquin beispielsweise nimmt diejenigen Glaubensinhalte, welche erst durch Offenbarung zugänglich sind, vom Gegenstandsbereich natürlicher Vernunft aus und bezeichnet sie als mysteria stricte dicta ‚Mysterien im strengen Sinn‘: Trinität, Menschwerdung Gottes, der stellvertretende Tod Jesu.
Während Gott an sich selbst für viele Theologen dem Verstand (ratio), jedenfalls dem natürlichen Verstand, unzugänglich bleibt, ist das göttliche Mysterium, wie einige Theologen lehren, einer Vernunft (intellectus, intelligentia) zugänglich, welche ein Denken in Unterscheidungen und andere Modalitäten des Verstandesgebrauchs überschreitet und ihr Streben nicht auf bestimmte endliche Güter bzw. nicht auf sich selbst orientiert. Ein solcher Weg kann stärker dem Intellekt oder stärker der Affektivität, also der Erfahrung, zugeordnet werden, und kann als aus eigener Natur möglich oder nur durch konkrete göttliche Gnade eröffnet oder zu Ende führbar verstanden werden. Auch Zwischenpositionen werden vertreten. Die Debatte über diese Zusammenhänge wird weithin in Texten geführt, welche der mystischen Theologie zuzuordnen sind, oftmals in Kommentaren zum gleichnamigen Werk des Pseudo-Dionysius Areopagita – seit der frühen Neuzeit wird auch kurz von Mystik gesprochen.
Martin Luther wählte als Übersetzung des biblischen Begriffs μυστήριον das deutsche Wort ‚Geheimnis‘.

### Neuzeit
Infolge des neuzeitlichen Anspruchs der Wissenschaften auf den Vorrang rationaler Erkenntnis wurde auch der Mysteriumsbegriff primär von der Reichweite der Vernunft her definiert als das, was dem menschlichen Erkenntnisvermögen nicht zugänglich und einsichtig ist, so dass es nur im Glauben und aufgrund göttlicher Offenbarung erfasst werden kann. Zu Beginn des 20. Jahrhunderts wurde sowohl in der evangelischen wie in der katholischen Theologie eine umfassendere Sicht des Mysteriums wiedergewonnen, über die Engführung von Mysterium als Reihe von „Satzwahrheiten“ hinaus.
Der evangelische Theologe und Religionswissenschaftler Rudolf Otto führte in seinem 1917 erschienenen Hauptwerk Das Heilige die komplementären Begriffe Mysterium fascinosum und Mysterium tremendum ein, um die – seiner Auffassung nach – grundlegenden Ausprägungen der Erfahrungen von Menschen mit dem Heiligen zu charakterisieren.
Auf katholischer Seite entwickelte der Benediktiner Odo Casel eine Mysterientheologie, die den Bereich des Göttlichen, repräsentiert im Pascha-Mysterium von Tod und Auferstehung Jesu Christi und erfahrbar in der Liturgie, als Mitte des Christentums ansieht. Dieser Aspekt wurde vom Zweiten Vatikanischen Konzil aufgegriffen. Erich Przywara SJ erkannte in der Selbstmitteilung Gottes (Offenbarung) die Eröffnung der Möglichkeit für den Menschen, in das Geheimnis des je größeren Gottes einbezogen zu werden. Karl Rahner SJ sieht im Mysterium einen Wesenszug Gottes, der auch nach der eschatologischen Vollendung des Menschen in der Visio beatifica, der beseligenden Gottesschau, als Mysterium bestehen bleibt. Eva-Maria Faber betont, dass das Mysterium Gottes nicht durch menschliches Begreifen einzuholen sei, aber das Wesen Gottes sei nicht durch Verschlossenheit und Entzogenheit gekennzeichnet, sondern impliziere von vornherein eine Zuwendung Gottes zum Menschen, die in der Schöpfung grundgelegt sei und sich geschichtlich offenbare. Der Mensch als Gott ebenbildliches Geschöpf Gottes sei sich selbst und anderen Geheimnis.